# 1718 Намібія
1718 Намібія (1718 Namibia) — астероїд головного поясу, відкритий 14 вересня 1942 року.
Тіссеранів параметр щодо Юпітера — 3,484.
Названо на честь африканської країни Намібія